# Wadowice (gromada)
Wadowice – dawna gromada, czyli najmniejsza jednostka podziału terytorialnego Polskiej Rzeczypospolitej Ludowej w latach 1954–1972.
Gromady, z gromadzkimi radami narodowymi (GRN) jako organami władzy najniższego stopnia na wsi, funkcjonowały od reformy reorganizującej administrację wiejską przeprowadzonej jesienią 1954 do momentu ich zniesienia z dniem 1 stycznia 1973, tym samym wypierając organizację gminną w latach 1954–1972.
Gromadę Wadowice z siedzibą GRN w mieście Wadowice (nie wchodzącym w skład gromady) utworzono 1 stycznia 1969 w powiecie wadowickim w woj. krakowskim z obszaru zniesionych gromad Jaroszowice i Wysoka; równocześnie do gromady Wadowice przyłączono wsie Klecza Górna, Klecza Dolna i Roków z gromady Barwałd.
W kwietniu 1969 dla gromady ustalono 27 członków gromadzkiej rady narodowej. 1 stycznia 1970 gromada składała się ze wsi: Babica, Gorzeń Dolny, Gorzeń Górny, Jaroszowice, Klecza Dolna, Klecza Górna, Ponikiew, Roków, Stanisław Górny, Wysoka i Zawadka.
Gromada przetrwała do końca 1972 roku, czyli do kolejnej reformy gminnej. 1 stycznia 1973 reaktywowano zniesioną w 1954 roku gminę Wadowice.